# St. Bonifatius (Ellrich)

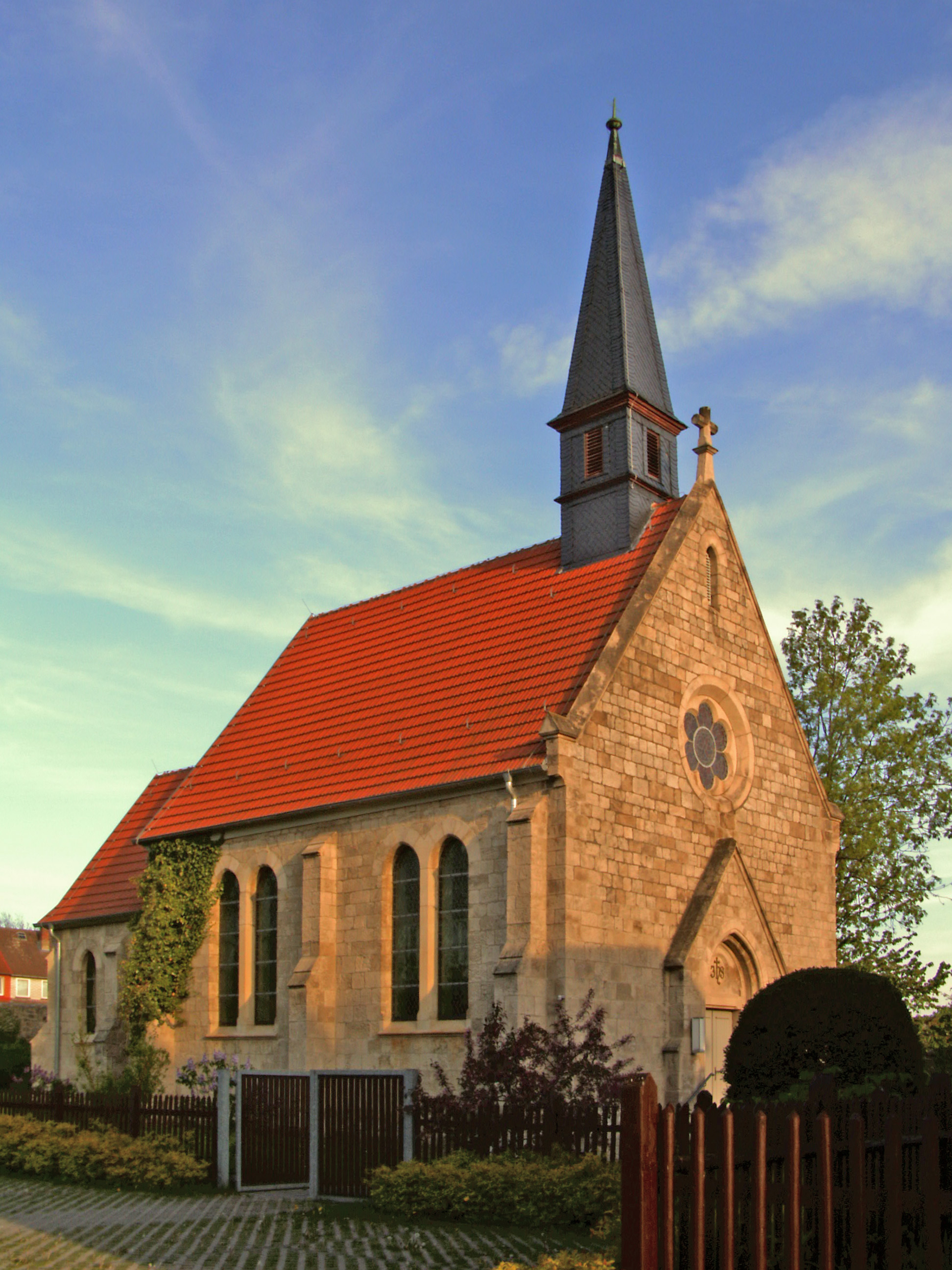
Ellrich, römisch-katholische Kirche St. Bonifatius

Die römisch-katholische Filialkirche St. Bonifatius steht in Ellrich im thüringischen Landkreis Nordhausen. Sie ist Filialkirche der Pfarrei Dom zum Heiligen Kreuz Nordhausen im Dekanat Nordhausen des Bistums Erfurt. Sie trägt das Patrozinium des heiligen Bonifatius.

## Geschichte
Die katholische Gemeinde wurde am 20. März 1852 gegründet. 1856 wurde eine Notkirche errichtet, drei Jahre später stieg die Gemeinde in den Rang einer Missionspfarrei auf. Der Grundstein für die Kirche St. Bonifatius wurde am 24. Mai 1891 gelegt, die Kirchweihe erfolgte am 24. Mai 1893. Am 1. Oktober 1995 wurde die Gemeinde Seelsorgestelle der Filialgemeinde Niedersachswerfen. Die Kirche wurde bis zum 6. November 2016 saniert.

## Architektur
Die geostete Kirche wurde aus Kalkstein aus dem Steinbruch im nahegelegenen Nüxei gebaut. Das Gotteshaus wird von einem Dachreiter gekrönt.

## Ausstattung
An der Stirnseite des Altarraums befindet sich eine Fensterrosette mit der Darstellung des Guten Hirten. 1965 war das Fenster zugemauert worden, um Platz für ein Wandgemälde über das Leben des heiligen Bonifatius zu schaffen, dieses Vorhaben wurde nie umgesetzt und die Rosette 1992 wieder freigelegt.
Das Kreuz wurde 1971 von Hildegard Hendrichs geschaffen.

## Orgel
Die Orgel wurde 1930 von Speith Orgelbau erbaut und 2015 von Orgelbau Brode restauriert.